# Deutsche Leichtathletik-Hallenmeisterschaften 1963
Die zehnten Deutschen Leichtathletik-Hallenmeisterschaften fanden am 9. März 1963 in der Berliner Deutschlandhalle statt. Gelaufen wurde auf einer 200 m langen Rundbahn. 

## Medaillengewinner Männer
| Disziplin      | Gold                                                                                  | Leistung   | Silber                                                                         | Leistung   | Bronze                                                               | Leistung   |
| -------------- | ------------------------------------------------------------------------------------- | ---------- | ------------------------------------------------------------------------------ | ---------- | -------------------------------------------------------------------- | ---------- |
| 60 m           | Heinz Schumann (Werder Bremen)                                                        | 6,7 s      | Fritz Obersiebrasse (ASV Köln)                                                 | 6,7 s      | Jürgen Schüttler (ASV Köln)                                          | 6,8 s      |
| 400 m          | Willi Holdorf (SV Bayer 04 Leverkusen)                                                | 49,2 s     | Gerhard Stegmann (Stuttgarter Kickers)                                         | 49,3 s     | Hans-Joachim Reske (ASV Köln)                                        | 49,8 s     |
| 800 m          | Jörg Lawrenz (Berliner SC)                                                            | 1:49,5 min | Jürgen Faude (FC Schalke 04)                                                   | 1:50,2 min | Jörg Balke (Polizei SV Berlin)                                       | 1:50,4 min |
| 1500 m         | Harald Norpoth (DJK/SSG Telgte)                                                       | 3:46,0 min | Hans-Joachim Blatt (Hamburger SV)                                              | 3:46,6 min | Klaus Lehmann (Polizei SV Berlin)                                    | 3:48,8 min |
| 3000 m         | Peter Kubicki (SC Charlottenburg)                                                     | 8:01,6 min | Bernd Hecht (Polizei SV Berlin)                                                | 8:05,8 min | Lutz Krausse (VfL Wolfsburg)                                         | 8:06,4 min |
| 60 m Hürden    | Klaus Nüske (ASV Berlin)                                                              | 7,9 s      | Klaus Gerbig (FSV Frankfurt)                                                   | 8,1 s      | Manfred Schuster (TSG Reutlingen)                                    | 8,1 s      |
| 4 × 400 m      | Wuppertaler SV (Matthias Moewert, Johannes Kaiser, Klaus Wengoborski, Manfred Kinder) | 3:14,3 min | ASV Köln (Manfred Keusgen, Volker Kottmann, Paul Pohlkötter, Jürgen Kalfelder) | 3:14,5 min | Hamburger SV (Klaus Dorau, Horst Stelzner, Peter Bock, Manfred Bock) | 3:16,0 min |
| Hochsprung     | Wolfgang Schillkowski (TB Wülfrath)                                                   | 2,02 m     | Ralf Drecoll (Buxtehuder SV)                                                   | 1,99 m     | Manfred Hoffmann (SV Bayer 04 Leverkusen)                            | 1,99 m     |
| Stabhochsprung | Wolfgang Reinhardt (Turnerschaft Göppingen)                                           | 4,70 n     | Dieter Möhring (VfL Wolfsburg)                                                 | 4,50 m     | Klaus Lehnertz (Solinger LC)                                         | 4,40 m     |
| Weitsprung     | Wolfgang Klein (Hamburger SV)                                                         | 7,67 m     | Peter Becher (Hannover 96)                                                     | 7,45 m     | Armin Baumert (SV Bayer 04 Leverkusen)                               | 7,12 m     |
| Dreisprung     | Michael Sauer (TSV 1860 München)                                                      | 15,34 m    | Hans-Jörg Müller (SV Saar 05 Saarbrücken)                                      | 15,20 m    | Dieter Weirich (VfR Simmern)                                         | 14,81 m    |
| Kugelstoßen    | Dietrich Urbach (TSV 1860 München)                                                    | 17,54 m    | Ferdinand Schladen (KTV Südstern Bonn)                                         | 16,08 m    | Wolfgang Reiß (Rot-Weiß Oberhausen)                                  | 15,96 m    |

## Medaillengewinner Frauen
| Disziplin   | Gold                                                                   | Leistung   | Silber                                                                                  | Leistung   | Bronze                                                                           | Leistung   |
| ----------- | ---------------------------------------------------------------------- | ---------- | --------------------------------------------------------------------------------------- | ---------- | -------------------------------------------------------------------------------- | ---------- |
| 60 m        | Elisabeth Luxenburger (SV Saar 05 Saarbrücken)                         | 7,6 s      | Gerlinde Beyrichen (Düsseldorfer SC 99)                                                 | 7,7 s      | Hannelore Swienty (OSC Berlin)                                                   | 7,7 s      |
| 400 m       | Helga Henning (Hannover 96)                                            | 56,5 s     | Margarete Buscher (LC Nordhorn)                                                         | 56,5 s     | Emilie Bertram (ATSV Saarbrücken)                                                | 1:01,1 min |
| 800 m       | Anita Wörner (ABC Ludwigshafen)                                        | 2:10,9 min | Rosemarie Nitsch (Post SG Mannheim)                                                     | 2:13,9 min | Uta Hemprich (1. FC Kaiserslautern)                                              | 2:15,1 min |
| 60 m Hürden | Ingrid Schlundt (ASV Köln)                                             | 8,8 s      | Birgit Hefti (SV Lurup)                                                                 | 8,9 s      | Ursula Opitz (SVA Gütersloh)                                                     | 9,0 s      |
| 4 × 200 m   | Hannover 96 (Renate Meyer, Christa Elsler, Helga Henning, Jutta Heine) | 1:40,2 min | OSC Berlin (Erika Rybakowski, Gisela Henning, Gabriele Großekettler, Hannelore Swienty) | 1:44,0 min | ASV Köln (Ursula Cordes, Annemarie Brucker, Annette Bockelmann, Ingrid Schlundt) | 1:45,6 min |
| Hochsprung  | Ilia Hans (SpVgg Bissingen)                                            | 1,70 m     | Rita Kortum (VfL Wolfsburg)                                                             | 1,64 min   | Marianne Lück (KSV Hessen Kassel)                                                | 1,61 m     |
| Weitsprung  | Helga Hoffmann (ATSV Saarbrücken)                                      | 6,19 m     | Elisabeth Luxenburger (SV Saar 05 Saarbrücken)                                          | 6,07 m     | Wilma Wildemann (FC Schalke 04)                                                  | 6,06 m     |
| Kugelstoßen | Sigrun Kofink (SV 03 Tübingen)                                         | 14,66 m    | Marlene Klein (LGO Euskirchen)                                                          | 14,59 m    | Liesel Westermann (TuS Sulingen)                                                 | 13,66 m    |